# Woody Strode
Woodrow Wilson Woolwine Strode (n. 25 iulie 1914, Los Angeles, California, SUA – d. 31 decembrie 1994, Glendora, California, SUA) a fost un atlet și actor american. Decatlonist și fotbalist, Strode a fost unul dintre primii jucători de culoare din National Football League în perioada postbelică. După cariera sportivă, acesta a devenit actor de film, fiind nominalizat la Globul de Aur pentru cel mai bun actor în rol secundar pentru rolul din Spartacus în 1960. Strode a fost soldat al United States Army Air Forces⁠(d) în timpul celui de-Al Doilea Război Mondial.

## Biografie
Strode s-a născut în Los Angeles. Părinții lui erau din New Orleans; bunica sa era afro-americană și „parțial amerindian Cherokee⁠(d)”, iar bunicul său era afro-american cu presupuse origine Muscogee⁠(d).
A urmat Liceul Thomas Jefferson⁠(d) din sud-estul Los Angeles-ului și studiile universitare la Universitatea din California, unde a fost membru al fraternității Alpha Phi Alpha⁠(d). În cadrul decatlonului, acesta a depășit recordul mondial cu 15 metri la aruncarea greutății (când recordul era de 17 metri) și cu 1,95 metri la săritură în înălțime (când recordul era de 2.08 m). „Am primit o educație culturală – cu specializare în istorie și educație”, declara acesta într-un interviu din 1971. „Nu le-am folosit niciodată, dar aș putea ajunge la Casa Albă cu ajutorul lor”.
Strode a pozat pentru un portret nud. Acesta a fost prezentat în celebra expoziție de portrete sportive realizate de Hubert Stowitts⁠(d) organizată cu ocazia Jocurilor Olimpice de la Berlin din 1936, deși includerea sportivilor afro-americani și evrei i-a determinat pe naziști să închidă expoziția.

### Cariera sportivă
Strode, Kenny Washington⁠(d) și Jackie Robinson au jucat în echipa de fotbal UCLA Bruins⁠(d) din 1939. Au devenit cunoscuți la nivel național sub titlul „gașca aurie”. Alături de Ray Bartlett, aceștia erau singuri afro-americani care activau pentru Bruins, numărul persoanelor de culoare din echipele de fotbal universitare fiind foarte mic. Au jucat împotriva echipei USC Trojans⁠(d) și au terminat la egalitate. A fost primul meci de fotbal cu implicații naționale între rivalele UCLA–USC⁠(d).
Când a izbucnit cel de-Al Doilea Război Mondial, Strode juca pentru Hollywood Bears din liga minoră Pacific Coast Professional Football League⁠(d). A fost recrutat la vârsta de 27 de ani și a devenit membru al United States Army Air Corps. Pe parcursul războiului, acesta a descărcat bombe în Guam și Insulele Mariane, și continuat să joace fotbal în echipa armatei la March Field din Riverside, California.
După încheierea războiului, a lucrat la biroul procurorului din Los Angeles, fiind însărcinat cu trimiterea citațiilor și escortarea deținuților. Strode și Kenny Washington au fost doi dintre primii afro-americani care au jucat în competițiile universitare majore și mai târziu în National Football Leaguel  - ceilalți erau Marion Motley⁠(d) și Bill Willis⁠(d), însă în altă ligă - pentru echipa de fotbal Los Angeles Rams în 1946. Niciun bărbat de culoare nu a jucat în NFL între 1933 și 1946. Coechipierul de la UCLA, Jackie Robinson, va sparge bariera de culoare în Major League Baseball (de fapt, Robinson, Strode și Washington jucaseră cu toții în Pacific Coast Professional Football League la începutul deceniului).
Plecat în deplasare cu echipa, Strode a experimentat pentru prima dată rasismul, fapt neobișnuit pentru el, deoarece crescuse în Los Angeles. „Noi eram inconștienți de culoare. Obișnuiam să stăm în cele mai bune locuri la Coconut Grove (un club de noapte din Hotelul Ambassador⁠(d)), ascultând concertele lui Donald Novis⁠(d). Dacă cineva spunea, ′e un negru acolo′, eram la fel de apt ca oricine să mă întorc și să spun ′Unde?′”. Acesta a mai declarat că „pe Coasta Pacificului puteam face orice. Odată ieșiți din zona L.A., am descoperit aceste tensiuni rasiale. La naiba, credeam că suntem albi.”
În 1948, Strode a semnat cu Brooklyn Dodgers⁠(d), dar a fost liber de contract înainte de începerea sezonului și s-a alăturat echipei Calgary Stampeders⁠(d) din Canada. A câștigat campionatul Grey Cup⁠(d) în 1948 și s-a retras în următorul an din cauza unei accidentări (și-a fracturat umărul și două coaste). „Parcă m-aș fi luptat cu Joe Louis”, își amintea acesta.

### Wrestling
În 1941, Strode a practicat timp de câteva luni wrestlingul. După încheierea carierei de fotbalist în 1949, și-a împărțit timpul între lupte și actorie până în 1962, având meciuri cu luptători precum Gorgeous George⁠(d). În 1952, Strode a luptat aproape în fiecare săptămână în perioada 12 august 1952 - 10 decembrie 1952 în diferite orașe din California. A fost pronunțat campion la categoria Pacific Coast Heavyweight Wrestling și Pacific Coast Negro Heavyweight Wrestling în 1962. A fost în echipă cu Bobo Brazil⁠(d) și Bearcat Wright⁠(d).

## Cariera de actor
Prima sa apariție într-un lungmetraj este Sundown⁠(d) (1941), unde a interpretat un polițist amerindian. A avut un rol minor în Star Spangled Rhythm⁠(d) (1942) și în No Time for Love⁠(d) (1943).
A revenit în actorie când producătorul Walter Mirisch l-a ales pentru rolul unui războinic african în The Lion Hunters⁠(d) (1951). Echipa i-a cerut să-și radă părul și, deși a fost reticent la început, a fost de acord după ce i-au oferit 500 de dolari pe săptămână. A avut roluri în Bride of the Gorilla (1951), African Treasure⁠(d) (1951), un episod din Dangerous Assignment⁠(d) (1952), Caribbean⁠(d) (1952) și Androcles and the Lion⁠(d) (1952). Strode a interpretat un leu în filmul din urmă și a descris rolul drept „cea mai grea slujbă pe care am avut-o vreodată”.
Strode a apărut în City Beneath the Sea⁠(d) (1953), regizat de Budd Boetticher⁠(d), și The Royal African Rifles⁠(d). De asemenea, a apărut în mai multe episoade ale serialului de televiziune Ramar of the Jungle⁠(d) (1952–1954). Strode a jucat un gladiator în Demetrius și gladiatorii (1954) și apărut în Jungle Man-Eaters⁠(d) (1954). A mai avut roluri în The Gambler from Natchez⁠(d) (1954), Jungle Gents⁠(d) (1954) și The Silver Chalice⁠(d) (1954).
A apărut în serialele Mandrake the Magician⁠(d) (1954), Son of Sinbad⁠(d) (1955), Soldiers of Fortune⁠(d) (1955) și Brooba⁠(d) (1956). A apărut o singură dată în serialul de televiziune Jungle Jim⁠(d) (1955–1956) al lui Johnny Weissmuller și într-un episod din Private Secretary⁠(d).
Regizorul Cecil B. DeMille l-a ales pentru rolul unui sclav în filmul Cele zece porunci (1956), fiind plătit 500 de dolari pe săptămână. Echipa de filmare nu a reușit să găsească un actor care să-l interpreteze pe regele etiopian și a decis să-i ofere acest rol tot lui Strode.
A avut un rol secundar în Tarzan's Fight for Life⁠(d) (1958) și un rol minor în The Buccaneer⁠(d) (1958). În 1959, acesta l-a interpretat pe soldatul Franklin în Pork Chop Hill⁠(d), rolul său fiind lăudat de critici. Strode l-a descris drept „primul rol dramatic pe care l-am făcut”.

### Celebritate
Strode a făcut parte din distribuția lungmetrajului Spartacus (1960), având rolul gladiatorului etiopian Draba, obligat să lupte până la moarte cu Spartacus (Kirk Douglas). Draba câștigă concursul, dar în loc să-l ucidă pe Spartacus, îl atacă pe comandantul militar roman care a plătit să vadă lupta. Acesta este ucis, iar moartea sa declanșează o revoltă în rândul gladiatorilor.
Strode a avut un rol secundar în The Last Voyage⁠(d) (1960).
În timpul turnării filmului Pork Chop Hill, a devenit prieten apropiat cu regizorul John Ford. Acesta i-a oferit lui Strode rolul principal în Sergeant Rutledge (1960) - Rutledge, membru al Ninth Cavalry, este privit cu admirație de ceilalți soldați de culoare din unitate și este acuzat în mod fals de violarea și uciderea unei femei albe. „Marile studiouri de film doreau un actor ca Sidney [Poitier] sau [Harry] Belafonte”, își amintea Strode. Ford și-a apărat decizia, susținând că actorii recomandați nu sunt suficienți de duri să-l interpreteze pe sergentul Rutledge.
Conform lui Strode, „John Ford m-a pus să rostesc cuvinte clasice... N-ai mai văzut un negru să coboare de pe munte ca John Wayne. Am avut cea mai impresionantă călătorie peste râul Pecos pe care a avut-o vreodată un bărbat de culoare pe marile ecrane. Și am făcut-o singur. Am purtat întreaga rasă neagră peste acel râu.”
A apărut în filmul dramatic The Sins of Rachel Cade⁠(d) (1961) și de două ori în serialul Rawhide⁠(d). Ford l-a folosit din nou în Călăreau împreună (1962), dar într-un rol minor. A avut un rol mai important în Omul care l-a ucis pe Liberty Valance (1962), jucându-l pe Pompei, ajutorul lui John Wayne. În film, personajul lui Strode recită Declarația de Independență, dar își cere scuze când uită să menționeze expresia „toți oamenii sunt creați egali”, o replică cu impact emoțional pentru publicul anului 1962.
În 1963, a primit două roluri (fratele liderului Khan și liderul unei țări asiatice nenumite) în Tarzan's Three Challenges⁠(d). A avut roluri episodice în The Lieutenant⁠(d), The Farmer's Daughter⁠(d) și Daniel Boone⁠(d). A apărut în filmele Genghis Khan (1965) și 7 Women⁠(d) (1966), acesta din urmă fiind ultimul film al regizorului Ford. Actorul era foarte apropiat de acesta. „M-a tratat ca pe un fiu”, declara Strode.
Strode a petrecut patru luni îngrijindu-l pe Ford și dormind pe podeaua locuinței sale pentru a-i fi la îndemână, iar ulterior a participat la înmormântarea sa.
La sfârșitul anilor 1960, a apărut în mai multe episoade din serialul de televiziune Tarzan⁠(d). L-a interpretat pe Grand Mogul în episoadele „Marsha, Queen of Diamonds” și „Marsha’s Scheme of Diamonds” ale serialului Batman. Strode a obținut un rol principal în The Professionals⁠(d) (1966). Deși numele său a fost singurul care lipsea de pe afișul filmului, acesta a avut succes la box office și l-a consacrat ca vedetă de cinema. În 1967, acesta a încercat să producă un film, The Story of the Tenth Cavalry, dar proiectul nu a fost realizat.
S-a stabilit în Europa din 1968 până în 1971.

### Europa
A avut rolul lui Patrice Lumumba în Seduto alla sua destra (1968; lansat în Statele Unite sub numele de Black Jesus⁠(d)), interpretarea sa atrăgând atenția presei în acea perioadă.
A interpretat un amerindian în Shalako⁠(d) (1968) și a jucat rolul unui pistolar în scena de deschidere a lungmetrajului Once Upon a Time in the West (1968) al lui Sergio Leone. A decis să rămână în Europa pentru o perioadă. „Am avut cinci perechi de blugi, ma simțeam singur și nu vorbeam limba”, spunea acesta. „Dar producătorii mi-au spus: ′Nu este necesar. Tu călărești cai′.”
Apare alături de actorii Terence Hill și Bud Spencer în Aur și circ (1969), filmat în Italia. A rămas în Europa pentru a filma un alt western - The Unholy Four⁠(d) (1970) - și s-a întors la Hollywood pentru a face filmul de televiziune Breakout⁠(d) (1970) și două filme western - The Deserter⁠(d) (cunoscut și sub titlul „The Devil's Backbone”) (1971) și The Gatling Gun⁠(d) (1971). Mai târziu, a declarat că salariul său în Italia a crescut până la 10.000 de dolari pe săptămână. A filmat lungmetrajul italian The Italian Connection⁠(d) (1972), fiind plătit cu 150.000 de dolari. „Rasa nu este un factor pe piața mondială”, declara acesta în 1981. „Odată am jucat un rol scris pentru un luptător irlandez. Am făcut de toate, cu excepția interpretării unui personaj anglo-saxon. Aș face asta dacă aș putea. Aș juca un viking cu lentile de contact albastre și o perucă blondă dacă aș putea. Visul meu este să joc un bandit mexican pentru piața internațională.”
Acesta a mai apărut în Key West⁠(d) (1973), Loaded Guns⁠(d) (1975), The Manhunter⁠(d) (1975), We Are No Angels⁠(d) (1975), Winterhawk⁠(d) (1975), Keoma (1976), episoadele din The Quest⁠(d) (1976) și How the West Was Won⁠(d) (1977), Oil⁠(d) (1977), Martinelli, Outside Man (1977), Kingdom of the Spiders⁠(d) (1977), Cowboy-San! (1978), Ravagers⁠(d) (1979), Jaguar Lives! (1979) și un episod din Buck Rogers in the 25th Century⁠(d) (1979).

### Finalul carierei
Spre finalul carierei, acesta a avut roluri în Cuba Crossing (1980), The Dukes of Hazzard (1980), Scream (1981), Fantasy Island (1981), Vigilante (1982), Invaders of the Lost Gold (1982), Angkor: Cambodia Express (1983), The Black Stallion Returns (1983), The Violent Breed (1984), Jungle Warriors (1984), The Cotton Club (1984), The Final Executioner (1984), Lust in the Dust (1985), On Fire (1987) și A Gathering of Old Men (1987).
Strode a apărut în Storyville⁠(d) (1992) și Posse⁠(d) (1992), lucrând cu regizorul Mario Van Peebles⁠(d). Ultimul său film a fost The Quick and the Dead⁠(d) (1995), fiind în distribuție alături de Sharon Stone, Gene Hackman, Leonardo DiCaprio și Russell Crowe. Genericul de închidere îi dedică filmul lui Strode, care a încetat din viață cu puțin timp înainte de lansare sa.
În 1980, Strode a fost inclus în Black Filmmakers Hall of Fame⁠(d).
În 2021, acesta a fost inclus în Hall of Great Westerners⁠(d) a National Cowboy & Western Heritage Museum⁠(d).

## Viața personală
Prima sa soție a fost Prințesa Luukialuana Kalaeloa (alias Luana Strode), o rudă îndepărtată a lui Liliuokalani, ultima regină a insulelor Hawaii.
Cuplul a avut doi copii, regizorul de televiziune Kalai⁠(d) (alias Kalaeloa, 1946-2014) și o fiică, June. Au fost căsătoriți până la moartea ei în 1980 din cauza bolii Parkinson. În 1982, la vârsta de 68 de ani, s-a căsătorit cu Tina Tompson, în vârstă de 35 de ani, și au rămas căsătoriți până la moartea sa de cancer pulmonar pe 3 decembrie 1994 la vârstă de 80 de ani. Acesta este înmormântat în Riverside National Cemetery⁠(d) din Riverside, California.
Strode a fost un luptător de arte marțiale sub coordonarea lui Frank Landers în stilul Seishindo Kenpo.

## Filmografie
- 1941 Sundown : polițist amerindian (nemenționat)
- 1942 Star Spangled Rhythm : motociclistul Woodrow (nemenționat)
- 1943 No Time for Love : Black Sandhog (nemenționat)
- 1951 The Lion Hunters : Walu
- 1951 Bride of the Gorilla : Nedo – polițistul
- 1952 African Treasure : Poștaș (nemenționat)
- 1952 Caribbean : Esau, santinela lui MacAllister
- 1952 Androcles and the Lion : Leul
- 1953 City Beneath the Sea : Djion
- 1953 The Royal African Rifles : Soldat
- 1954 Jungle Man-Eaters : unul dintre escortele amerindiene (nemenționat)
- 1954 Demetrius and the Gladiators : Gladiator (nemenționat)
- 1954 The Gambler from Natchez : Josh
- 1954 Jungle Gents : Malaka (nemenționat)
- 1954 Jungle Gents : Moor (nemenționat)
- 1955 Son of Sinbad : Santinelă la palat (nemenționat)
- 1955 Buruuba : Căpetenie amerindiană
- 1956 Cele zece porunci (The Ten Commandments), regia Cecil B. DeMille : Regele Etiopiei și mesagerul lui Bythia
- 1958 Tarzan's Fight for Life : Ramo
- 1958 The Buccaneer : Toro
- 1959 Pork Chop Hill : Pvt. Franklin
- 1960 The Last Voyage : Hank Lawson
- 1960 Sergeant Rutledge : 1st Sgt. Braxton Rutledge
- 1960 Spartacus, regia Anthony Mann și Stanley Kubrick : Draba
- 1961 The Sins of Rachel Cade : Muwango
- 1961 Two Rode Together : Stone Calf
- 1962 Omul care l-a ucis pe Liberty Valance (The Man Who Shot Liberty Valance), regia John Ford : Pompey
- 1963 Tarzan's Three Challenges : Khan / Liderul muribund
- 1965 Ginghis Han (Genghis Khan) : Sengal
- 1966 7 Women : Lean Warrior
- 1966 Daniel Boone (serial TV) - Goliath - S3/E3 "Goliath"
- 1966 Profesioniștii (The Professionals), regia Richard Brooks : Jake
- 1968 Seduto alla sua destra, aka Black Jesus, aka Super Brother : Maurice Lalubi
- 1968 Shalako : Chato
- 1968 A fost odată în vest (Once Upon a Time in the West), regia Sergio Leone : Stony
- 1969 Che! : Guillermo
- 1969 Boot Hill : Thomas
- 1970 Chuck Moll : Woody
- 1971 The Deserter : Jackson
- 1971 The Gatling Gun : Cercetașul Runner
- 1971 Scipio africanul (Scipio the African) : Massinissa – re di Numidia
- 1971 The Last Rebel : Duncan
- 1972 Black Rodeo (documentar) : naratorul
- 1972 The Revengers : Job
- 1972 The Italian Connection : Frank Webster
- 1975 Loaded Guns : Silvera
- 1975 We Are No Angels : Black Bill
- 1975 Winterhawk : Big Rude
- 1976 Keoma : George
- 1977 Cuibul salamandrelor, regia [Mircea Drăgan (regizor)|[Mircea Drăgan]] : Ben
- 1977 Kingdom of the Spiders : Walter Colby
- 1978 Cowboy-San! : Baddie
- 1979 Ravagers : Brown
- 1979 Jaguar Lives! : Sensei
- 1980 Cuba Crossing : Titi
- 1981 Scream : Charlie Winters
- 1982 Angkor: Cambodia Express : Woody
- 1982 Invaders of the Lost Gold : Cal
- 1983 Vigilante : Rake
- 1983 The Black Stallion Returns : Meslar
- 1984 The Violent Breed : Polo
- 1984 The Final Executioner : Sam
- 1984 Jungle Warriors : Luther
- 1984 The Cotton Club : Holmes
- 1985 Lust in the Dust : Blackman, Hard Case Gang
- 1987 A Gathering of Old Men : Yank
- 1989 The Bronx Executioner : Șeriful Warren (scene din arhivă)
- 1992 Storyville : Charlie Sumpter
- 1993 Posse : naratorul
- 1995 The Quick and the Dead : Charlie Moonlight (rol final)